# 弗洛伊德·美韋達對文尼·柏基奧
小弗洛伊德·美韋達 對 文尼·柏基奧，被稱為世紀之戰、偉大戰役、經典戰等，是由八料世界冠軍文尼·柏基奧對戰五料世界冠軍、職業生涯未嘗一敗的美韋達，他們於2015年5月2日在拉斯維加斯的美高梅大花園館對戰。最終由美韋達以點數勝出今場賽事，締造出職業生涯48連勝的個人紀錄。三位裁判一致評出美韋達贏點數，其中兩名裁判為116–112，另一名則為118–110。美韋達憑此戰，獲封世界拳击协会（WBA）、世界拳击组织（WBO）、世界拳击理事会（WBC）及《拳台》杂志（The Ring）的次中量級四料拳王。